# Nelson Dunford
Nelson Dunford (12 décembre 1906 - 7 septembre 1986) est un mathématicien américain, connu pour ses travaux en analyse fonctionnelle. Il a notamment donné son nom à la décomposition de Dunford, la propriété de Dunford-Pettis (en) et le théorème de Dunford-Schwartz.

## Biographie
Il étudie les mathématiques à l'université de Chicago et à l'université Brown. Il rejoint l'université Yale en 1939, où il reste jusqu'en 1960.
Il travaille au National Research Council, où il collabore avec John von Neumann et Robert Schatten.
Son petit-fils est le violiste Jonathan Dunford et son arrière-petit-fils le luthiste Thomas Dunford.

## Prix et récompenses
En 1981, lui et son étudiant Jacob T. Schwartz reçoivent le prix Leroy P. Steele décerné par l'American Mathematical Society, pour leur ouvrage en trois volumes Linear operators.

## Publications
- (en) Nelson Dunford, Jacob T. Schwartz Linear Operators, Part I General Theory. John Wiley & Sons Inc., New York, 1958.  (ISBN 0-471-60848-3)
- (en) Nelson Dunford, Jacob T. Schwartz Linear Operators, Part II Spectral Theory, Self Adjoint Operators in Hilbert Space. John Wiley & Sons Inc., New York, 1963.  (ISBN 0-471-60847-5)
- (en) Nelson Dunford, Jacob T. Schwartz Linear Operators, Part III Spectral Operators. John Wiley & Sons Inc., New York, 1971.  (ISBN 0-471-60846-7)